# Las Toscas (Santa Fe)
Las Toscas è una città dell'Argentina, nella provincia di Santa Fe, situata nel Dipartimento di General Obligado, che conta 12.075 abitanti.